# سندی، بدفوردشر
latitudeسندی، بدفوردشرlongitudeسندی، بدفوردشر
سندی، بدفوردشر (به انگلیسی: Sandy, Bedfordshire) یک منطقهٔ مسکونی در انگلستان است که در شرق انگلستان واقع شده‌است.

## خصوصیات
سندی ۱۰٬۸۸۷ نفر جمعیت دارد.